# Nie czas umierać
Nie czas umierać (oryg. No Time to Die) – brytyjski film szpiegowski z 2021 roku o przygodach Jamesa Bonda wyprodukowany przez Eon Productions. Za reżyserię odpowiadał Cary Joji Fukunaga, który wraz z Nealem Purvisem, Robertem Wade’em i Phoebe Waller-Bridge także napisał scenariusz. W rolę agenta 007 po raz piąty i ostatni wcielił się Daniel Craig, a obok niego w rolach głównych wystąpili: Rami Malek, Léa Seydoux, Lashana Lynch, Ben Whishaw, Naomie Harris, a także Jeffrey Wright, Christoph Waltz oraz Ralph Fiennes. Jest to dwudziesta piąta produkcja wchodząca w skład serii filmów o Bondzie.
Kilka lat po odejściu Bonda ze służby Felix Leiter, z CIA, zwraca się do niego z prośbą o pomoc. Agent 007 musi powstrzymać Safina dysponującego niebezpieczną nanotechnologią.
Prace nad filmem rozpoczęły się w 2016 roku. Jest to pierwszy film o Bondzie dystrybuowany przez wytwórnię Universal Pictures, która nabyła prawa do dystrybucji międzynarodowej po wygaśnięciu umowy z Sony Pictures, wraz z premierą Spectre w 2015 roku. Pierwotnie film miał wyreżyserować Danny Boyle, który współtworzył także scenariusz z Johnem Hodge’em. Obaj odeszli w sierpniu 2018 z powodu różnic twórczych, a Fukunaga został zatrudniony w miejsce Boyle’a miesiąc później. Główny okres zdjęciowy trwał od kwietnia do października 2019. Piosenkę przewodnią zatytułowaną „No Time to Die” wykonała Billie Eilish.
Nie czas umierać miał swoją światową premierę 28 września 2021 w Royal Albert Hall w Londynie. W Wielkiej Brytanii do kin trafił następnego dnia, a w Stanach Zjednoczonych 8 października 2021. Premiera była kilkukrotnie opóźniana; najpierw z powodu odejścia Boyle’a, a później z powodu pandemii COVID-19. Film otrzymał pozytywne recenzje od krytyków i przyniósł ponad 774 miliony dolarów przychodów z biletów. Nie czas umierać pobił także kilka rekordów, co uczyniło go czwartą najlepiej zarabiającą produkcją filmową 2021 roku i trzecim najlepiej zarabiającym filmem wszech czasów w Wielkiej Brytanii. Film zdobył wiele nagród i nominacji, w tym pięć nominacji do nagrody Brytyjskiej Akademii Filmowej (wygrał w kategorii „najlepszy montaż”) oraz trzy nominacje do Oscara (wygrał w kategorii „najlepsza piosenka oryginalna”).

## Fabuła
W retrospekcjach młoda Madeleine Swann jest świadkiem zabójstwa swojej matki przez Lyutsifera Safina, podczas nieudanej próby zamordowania jej ojca, pana White’a. Madeleine strzela do Safina, ale temu udaje się przeżyć. Swann ucieka na pobliskie zamarznięte jezioro. Lód załamuje się pod nią, ale Safin ją ratuje.
Znacznie później, po schwytaniu Ernsta Stavro Blofelda, Madeleine przebywa w Materze wraz z Jamesem Bondem. Zamachowcy z grupy Spectre zastawiają na Bonda zasadzkę, gdy ten odwiedza grób Vesper Lynd. Choć Jamesowi i Madeleine udaje się uciec, Bond traci do niej zaufanie i zmusza, by wsiadła do pociągu odjeżdżającego z Matery, co kończy ich związek.
Pięć lat później naukowiec MI6, Valdo Obruchev, zostaje porwany przez Spectre. Obruchev za zgodą M opracował Projekt Herakles – śmiercionośne nanoboty przenoszone między ludźmi przez dotyk. Rozpoznają one DNA nosicieli, dzięki czemu są niebezpieczne tylko dla konkretnych osób. Bond mieszka w tym czasie na Jamajce, gdzie kontaktuje się z nim Felix Leiter i jego kolega z CIA, Logan Ash. Proszą Bonda o pomoc w odnalezieniu Obrucheva. Bond początkowo odmawia, ale po tym, jak Nomi, agentka MI6 i jego następczyni jako agent 007, opowiada mu o Projekcie Herakles, zgadza się pomóc.
Bond udaje się na Kubę i spotyka Palomę, agentkę CIA współpracującą z Leiterem. Infiltrują spotkanie Spectre, by odbić Obrucheva. Blofeld, wciąż więziony w Belmarsh, używa „bionicznego oka”, które pozwala mu oglądać spotkanie i uwalnia nanoboty, by zabić Bonda. Zamiast niego zabija jednak wszystkich członków Spectre, ponieważ Obruchev przeprogramował nanoboty. Bond przejmuje Obrucheva i spotyka się z Leiterem i Ashem. Ash okazuje się być podwójnym agentem, pracującym dla Safina. Zabija on Leitera i ucieka wraz z Obruchevem.
Eve Moneypenny i Q organizują spotkanie Bonda z Blofeldem w celu odnalezienia Obrucheva. Safin zmusza Madeleine do zainfekowania się nanobotami w celu zabicia Blofelda, z którym kobieta utrzymywała kontakt od czasu jego uwięzienia. Kiedy Bond spotyka Madeleine w celi więziennej Blofelda, dotyka jej, przez co nieświadomie staje się kolejnym nosicielem. Blofeld wyznaje Bondowi, że to on zorganizował zasadzkę przy grobie Vesper, by sprawić wrażenie, że Madeleine go zdradziła, kontynuując w ten sposób swoją zemstę przeciwko niemu. Rozgniewany Bond atakuje Blofelda, a nanoboty po chwili go zabijają.
Bond znajduje Madeleine w jej domu w Norwegii i dowiaduje się, że ma ona pięcioletnią córkę Mathilde. Swann wmawia Bondowi, że to nie jest jego córka. Mówi mu też, że kiedy Safin był chłopcem, jej ojciec zamordował jego rodzinę na rozkaz Blofelda. Pomściwszy swoją rodzinę przez zabicie Blofelda i zniszczenie Spectre, Safin i jego świta ruszają w pościg za Bondem, Madeleine i Mathilde. Choć Bond pokonuje ludzi Lyutsifera i zabija Asha, mszcząc się za śmierć Leitera, Safin porywa Madeleine i Mathilde.
Q umożliwia Bondowi i Nomi przeniknięcie do siedziby Safina w bazie rakietowej na wyspie, przekształconej w fabrykę nanobotów. Podczas strzelaniny Nomi zabija Obrucheva. Madeleine ucieka, a Safin uwalnia Mathilde. Nomi zabiera Madeleine i jej córkę z wyspy w bezpieczne miejsce; Bond zostaje, by otworzyć drzwi silosu odpornego na eksplozję. Prosi o rozpoczęcie ataku rakietowego z HMS Dragon, by zniszczyć fabrykę, a następnie zabija ludzi Safina. M zezwala na atak rakietowy.
Safin wpada w zasadzkę i rani Bonda strzelając do niego. Walczy z Bondem, zarażając go nanobotami, zaprogramowanymi by zabić każdego oprócz oryginalnego nosiciela. Bond zabija Safina i otwiera silosy. Następnie kontaktuje się przez radio z Madeleine, by się z nią pożegnać i powiedzieć, że ją kocha. Madeleine zdradza mu, że Mathilde jest jego córką. Wystrzelone wcześniej pociski rakietowe uderzają w wyspę, niszcząc fabrykę i zabijając Bonda.
W siedzibie MI6 M, Moneypenny, Nomi, Q i Bill Tanner wznoszą toast za pamięć Bonda. Kiedy Madeleine zabiera Mathilde do Matery, opowiada dziewczynce o jej ojcu, Jamesie Bondzie.

## Obsada
- Daniel Craig jako James Bond, były agent MI6 posiadający status 00, dający mu licencję na zabijanie; przebywa na emeryturze[4].
- Léa Seydoux jako dr Madeleine Swann, psychiatra pracująca w prywatnej klinice medycznej w Alpach, a także córka pana White’a; ukochana Bonda, która pomagała mu w jego misji w filmie Spectre[5].
- Rami Malek jako Lyutsifer Safin, zaprzysięgły wróg Spectre, który później staje się przeciwnikiem Bonda[6].
- Lashana Lynch jako Nomi, nowa agentka ze statusem 00, która rozpoczęła aktywną służbę po przejściu Bonda na emeryturę i otrzymała jego numer – 007[7].
- Ben Whishaw jako Q, kwatermistrz MI6, zapewniający agentom sprzęt do pracy w terenie[5].
- Naomie Harris jako Eve Moneypenny, była agentka, asystentka i sekretarka M[5].
- Jeffrey Wright jako Felix Leiter, agent CIA i przyjaciel Bonda[8].
- Christoph Waltz jako Ernst Stavro Blofeld, arcywróg i przybrany brat Bonda oraz były szef Spectre przebywający w areszcie MI6[9].
- Ralph Fiennes jako Gareth Mallory / M, szef MI6[5].

Ponadto w filmie wystąpili również: Billy Magnussen jako Logan Ash, agent CIA przydzielony przez Leitera do pomocy Bondowi w odnalezieniu Obrucheva, który później okazuje się być podwójnym agentem pracującym dla Safina; Ana de Armas jako Paloma, agentka CIA pomagająca Bondowi; David Dencik jako dr Valdo Obruchev, naukowiec, który stworzył Projekt Herakles; Rory Kinnear jako Bill Tanner, szef sztabu MI6 i doradca M; Dali Benssalah jako Primo, najemnik i przeciwnik, z którym Bond spotyka się po raz pierwszy w Materze; Lisa-Dorah Sonnet jako Mathilde, pięcioletnia córka Jamesa Bonda i Madeleine Swann. Hugh Dennis i Priyanga Burford wcielają się w naukowców pracujących w laboratorium MI6. Mathilde Bourbin i Coline Defaud pojawiają się w sekwencji otwierającej film jako odpowiednio matka Madeleine Swann i młoda Madeleine. Brigitte Millar zagrała dr Vogel, szefową Spectre.

## Produkcja

### Rozwój projektu

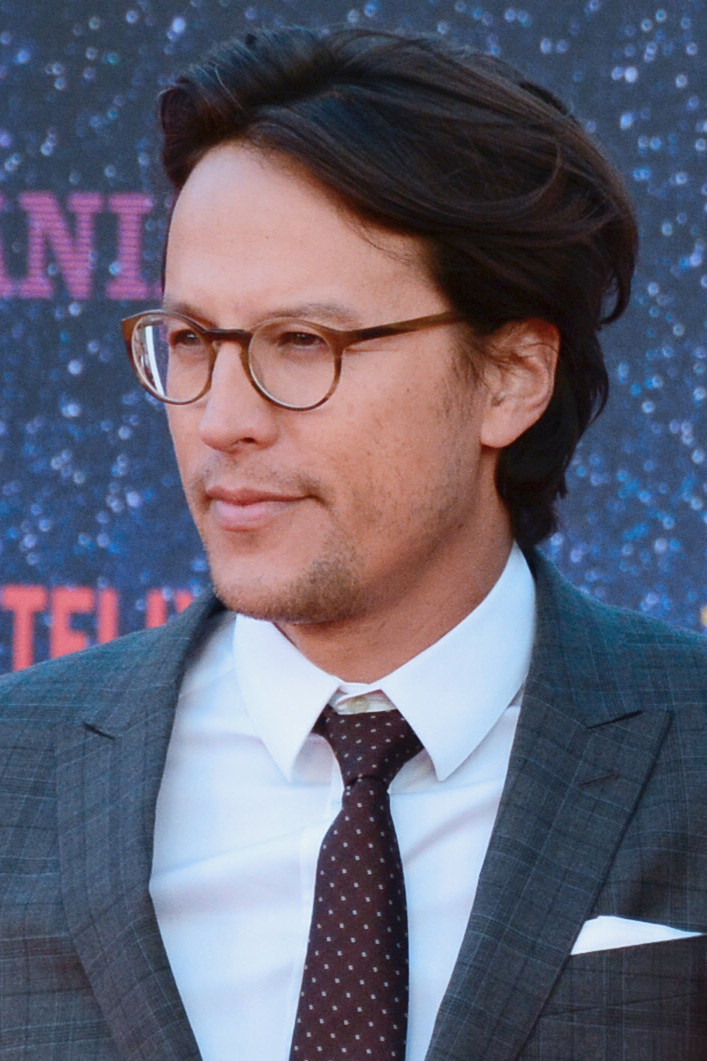
Cary Joji Fukunaga, reżyser filmu

Prace nad filmem rozpoczęły się na początku 2016. W marcu 2017 producenci Barbara Broccoli i Michael G. Wilson zwrócili się do scenarzystów Neala Purvisa i Roberta Wade’a, którzy pracowali nad każdym filmem o Bondzie od czasu filmu Świat to za mało (1999), by napisali scenariusz. Oni zgodzili się i ukończyli szkic tego samego roku. Sam Mendes oświadczył, że nie powróci w roli reżysera po pracy nad Skyfall i Spectre. W lipcu 2017 roku o reżyserię starali się Yann Demange, David Mackenzie i Denis Villeneuve. W grudniu 2017 roku Villeneuve zrezygnował ze względu na swoje zobowiązania wobec filmu Diuna.
W lutym 2018 roku głównym kandydatem do objęcia stanowiska reżysera stał się Danny Boyle. Pierwotnie Boyle przedstawił Broccoliemu i Wilsonowi scenariusz Johna Hodge’a oparty na swoim pomyśle, a wersja Purvisa i Wade’a została odsunięta. Projekt Hodge’a został zatwierdzony, Boyle został zatrudniony do reżyserii, a datę rozpoczęcia produkcji wyznaczono na grudzień 2018 roku. W sierpniu 2018 Boyle i Hodge odeszli z projektu z powodu różnic twórczych. Pojawiły się także informacje, że odejście Boyle’a było spowodowane obsadzeniem Tomasza Kota w roli głównego czarnego charakteru. Później jednak Boyle potwierdził, że spór dotyczył scenariusza.
Po rezygnacji Boyle’a, data premiery stała się uzależniona od tego, czy studio znajdzie zastępstwo w ciągu sześćdziesięciu dni. We wrześniu 2018 Cary Joji Fukunaga został ogłoszony nowym reżyserem. Fukunaga stał się pierwszym Amerykaninem, który samodzielnie wyreżyserował film o Bondzie wyprodukowany przez Eon Productions i pierwszym reżyserem, który napisał także scenariusz. Fukunaga był brany pod uwagę do pracy nad Spectre, zanim zatrudniono Mendesa.
W tym samym miesiącu Purvis i Wade powrócili do produkcji i rozpoczęli pracę nad nowym scenariuszem z Fukunagą. Scenarzysta Casino Royale i Quantum of Solace, Paul Haggis, dokonał przeróbek w scenariuszu w listopadzie 2018; Scott Z. Burns zrobił to samo w lutym 2019, a Phoebe Waller-Bridge – na prośbę Daniela Craiga – w kwietniu 2019. Zadanie Waller-Bridge polegało na poprawieniu dialogów, popracowaniu nad rozwojem postaci i dodaniu do scenariusza humoru. Waller-Bridge jest drugą kobietą, której przypisuje się napisanie scenariusza do filmu o Bondzie, po Johannie Harwood, która pracowała nad filmami Doktor No i Pozdrowienia z Rosji. W grudniu 2018 Linus Sandgren został zatrudniony jako autor zdjęć.
Podczas pracy Fukunagi nad filmem niektóre koncepcje uległy zmianie. Jednym z pierwszych niezrealizowanych pomysłów było to, by film rozgrywał się „wewnątrz głowy Bonda” w czasie, gdy był on torturowany przez Blofelda w Spectre, aż do końca aktu drugiego. Pierwotnie Safin i jego poplecznik mieli nosić maski wzorowane na zbroi ludzi polujących na syberyjskie niedźwiedzie. Postać poplecznika została usunięta przed rozpoczęciem zdjęć, a Fukunaga zażądał zmian w kostiumie Safina. Wprowadzono nową maskę, opartą na japońskim stylu teatralnym Nō, ponieważ Fukunaga uważał, że dotychczasowa maska dominowała nad kostiumem. Postać Palomy stała się bardziej znacząca, gdyż początkowo była zwykłym kontaktem Bonda; Purvis i Wade zaznaczyli, że prawdopodobnie została napisana przez Waller-Bridge na prośbę Fukunagi.
Film wszedł do produkcji pod roboczym tytułem „Shatterhand”. Oficjalny tytuł, „No Time to Die”, został ogłoszony 20 sierpnia 2019.

### Casting
Po wydaniu Spectre pojawiły się spekulacje, że będzie to ostatni film o Bondzie z udziałem Craiga. Bezpośrednio po premierze filmu Craig narzekał na rygory związane z wykonywaniem roli, mówiąc że wolałby „podciąć sobie żyły”, niż ponownie zagrać Bonda. W maju 2016 roku pojawiły się informacje, że Craig otrzymał od Metro-Goldwyn-Mayer ofertę w wysokości 68 milionów funtów za realizację dwóch kolejnych filmów o Bondzie, ale ją odrzucił. We wrześniu miał otrzymać ofertę w wysokości 150 milionów dolarów. W październiku 2016 roku Craig zaprzeczył, że podjął decyzję, ale chwalił swój czas spędzony w roli, określając ją jako „najlepszą pracę na świecie”. Zaprzeczył również, że zaoferowano mu 150 milionów dolarów za kolejne dwie części. W sierpniu 2017 roku, w programie „The Late Show with Stephen Colbert”, Craig powiedział, że następny film będzie jego ostatnim występem w roli Bonda. Ponownie potwierdził swoje stanowisko w listopadzie 2019 roku i w marcu 2020 roku po doniesieniach, że rozważa możliwość ponownego wcielenia się w rolę. Craig przyznał później, że fizyczność roli zniechęciła go do powrotu do niej po tym, jak doznał urazów podczas kręcenia poprzednich części. Wraz z odejściem Craiga Broccoli powiedziała, że Nie czas umierać zakończy kilka wątków z poprzednich filmów o Bondzie z udziałem Craiga i „dojdzie do emocjonalnie satysfakcjonującej konkluzji”.
W grudniu 2018 roku Fukunaga powiedział, że Ben Whishaw, Naomie Harris i Ralph Fiennes powtórzą swoje role z poprzednich części. Ujawnił również, że Léa Seydoux, jako pierwsza aktorka grająca „dziewczynę Bonda”, powtórzy swoją rolę w kolejnym filmie. W kwietniu 2019 ogłoszono, że Rory Kinnear powróci jako Bill Tanner, a Jeffrey Wright jako Felix Leiter. Wright, jako pierwszy aktor grający Leitera, wystąpił w serii po raz trzeci (po Casino Royale i Quantum of Solace). W tym samym miesiącu, podczas transmisji na żywo z posiadłości Iana Fleminga na Jamajce ujawniono, że do obsady dołączyli Ana de Armas, Dali Benssalah, David Dencik, Lashana Lynch, Billy Magnussen i Rami Malek. Wydarzenie to stanowiło także oficjalne rozpoczęcie produkcji. Ujawniono też, że Malek zagra Safina, główny czarny charakter w filmie.
Po premierze Spectre pojawiły się informacje, że Christoph Waltz podpisał umowę na powrót do roli Blofelda w kolejnych filmach o Bondzie, pod warunkiem, że Craig powróci jako Bond. Pomimo obsadzenia Craiga w roli Bonda, Waltz ogłosił w październiku 2017 roku, że nie powróci jako Blofeld, ale nie podał powodu swojego odejścia. Ostatecznie został on obsadzony w tej roli, ale nie zostało to ogłoszone podczas konferencji prasowej, ale ujawnione w zwiastunie w grudniu 2019 roku.

### Zdjęcia
Produkcja miała pierwotnie rozpocząć się 3 grudnia 2018 w Pinewood Studios, ale po odejściu Boyle’a została opóźniona do kwietnia 2019. Film jest pierwszym z serii, w którym użyto 65-milimetrowych kamer IMAX. Budżet filmu miał wynosić między 250, a 301 mln dolarów.
Nie czas umierać kręcono we Włoszech, w Jamajce, Norwegii, na Wyspach Owczych i w Londynie, a także Pinewood Studios. W marcu 2019 roku w Nittedal w Norwegii zaczęto kręcić sceny na zamarzniętym jeziorze. 28 kwietnia 2019 roku oficjalnie rozpoczęły się zdjęcia główne na Jamajce, w tym w Port Antonio. W maju 2019 roku Craig doznał kontuzji kostki podczas zdjęć na Jamajce, a następnie przeszedł operację. W czerwcu 2019 roku produkcja została tymczasowo przerwana, gdy jedna z eksplozji uszkodziła scenę 007 w Pinewood Studios. Podczas tego incydentu jeden z członków ekipy został ranny. W tym samym miesiącu ekipa wróciła do Norwegii, aby nakręcić sekwencję jazdy Aston Martinem V8 Vantage wzdłuż Atlantic Ocean Road. Firma Aston Martin potwierdziła również, że modele DB5, DBS Superleggera i Valhalla pojawią się w filmie.
Produkcja przeniosła się następnie do Wielkiej Brytanii. W Londynie, między innymi w Whitehall, Senate House i Hammersmith, kręcono sceny z udziałem Craiga, Fiennesa, Harrisa i Kinneara. Jedną z sekwencji pościgowych nakręcono na Salisbury Plain w hrabstwie Wiltshire. W lipcu 2019 roku zdjęcia odbywały się w Szkocji, m.in. w mieście Aviemore i na okolicznych terenach Parku Narodowego Cairngorms. Niektóre ujęcia kręcono także w posiadłości Ardverikie House Estate oraz nad brzegiem Loch Laggan.
Pod koniec sierpnia 2019 roku produkcja przeniosła się do południowych Włoch, gdzie kręcono sekwencje pościgu z udziałem Astona Martina DB5 ulicami Matery. Na początku września 2019 roku filmowano sceny na kilku zbudowanych przez produkcję planach, a także sekwencje w Maratea i Gravina in Puglia. Przez cały wrzesień zdjęcia odbywały się w mieście Sapri w południowych Włoszech. Miasto jest określane w filmie jako „Civita Lucana”. Pod koniec września 2019 roku kręcone były sceny na Wyspach Owczych.
Brytyjskie Ministerstwo Obrony potwierdziło, że kręcono także wokół niszczyciela Royal Navy HMS Dragon i samolotu C-17 Royal Air Force. Filmowano również jednostkę Household Cavalry armii brytyjskiej. Kręcenie sekwencji z udziałem wodnosamolotu miało miejsce w terminalu kontenerowym CMA CGM w Kingston na Jamajce.
Zdjęcia główne zakończyły się 25 października 2019 roku w Pinewood Studios, gdzie nakręcono jedną z sekwencji pościgu. Produkcja zamierzała nakręcić tę scenę wcześniej, ale została zmuszona do zmiany harmonogramu, gdy Craig doznał kontuzji kostki na Jamajce.

### Efekty specjalne
Efekty wizualne przygotowały studia Industrial Light & Magic, Framestore, DNEG i Cinesite, a całość nadzorował Charlie Noble.
Studio ILM opracowało głównie ujęcia kręcone w Materze, m.in. na moście, w tunelu oraz sceny driftowania Aston Martinem, a także dodało do niektórych scen ogień i żar. Firma Framestore przygotowała prawie 400 ujęć, w tym m.in. sekwencję otwierającą, czy niektóre sceny pościgów samochodowych. Zespół musiał także zmienić otoczenie na zimowe w ujęciach, które kręcone były wiosną w Norwegii. Do jednej ze scen w Londynie studio stworzyło widok na panoramę miasta, a także szklany budynek w sercu miasta. Studio DNEG zrealizowało około 500 ujęć w 30 sekwencjach, m.in. sceny tonącego trawlera, szybowca spadającego z dużej wysokości, a także stworzyło cyfrowo niektóre otoczenia i wybuchy. Firma przekonwertowała też 2397 ujęć na format 3D, co daje około 2 godzin i 39 minut materiału. Cinesite opracowało 130 ujęć. Pracowało głównie nad sekwencją ulatniania się trującego gazu, a także nad scenami podwodnymi, dodając bąbelki powietrza. Stworzyło też niektóre otoczenia.
W sumie w filmie jest prawie 1500 ujęć, w których użyto efektów specjalnych.

## Muzyka
W lipcu 2019 ogłoszono, że Dan Romer został kompozytorem muzyki do filmu. Wcześniej współpracował on z Fukunagą przy Beasts of No Nation i Wariat. W listopadzie 2019 Romer zrezygnował z powodu różnic twórczych. W styczniu 2020 ujawniono, że zastąpi go Hans Zimmer. Jest to pierwszy przypadek w historii serii filmów o Bondzie, kiedy kompozytor został zmieniony w trakcie postprodukcji. Ścieżkę dźwiękową wyprodukował Steve Mazzaro. Album miał zostać wydany przez Decca Records w marcu 2020 roku, ale został przesunięty na 1 października 2021 roku, by zbiegło się to z premierą filmu.
W styczniu 2020 roku ogłoszono, że piosenkę przewodnią filmu wykona Billie Eilish, a jej brat, Finneas O’Connell, będzie współautorem oraz producentem. Utwór zatytułowany „No Time to Die” został wydany 13 lutego 2020. Mając 18 lat, Eilish stała się najmłodszą artystką, która nagrała piosenkę przewodnią do filmu o Bondzie. Teledysk do utworu został wydany 1 października 2020. Pomimo opóźnienia filmu piosenka została nominowana do nagrody Grammy za najlepszą piosenkę napisaną dla mediów wizualnych i zdobyła ją 14 marca 2021 roku, sześć miesięcy przed premierą filmu. Ponadto piosenka wygrała w swojej kategorii Oscara. Jest to pierwszy raz w historii filmów o Bondzie, kiedy trzy kolejne filmy wygrywają Nagrodę Akademii Filmowej i w dodatku w tej samej kategorii.
W scenie otwierającej przez chwilę można usłyszeć utwór „Dans la ville endormie” francuskiej piosenkarki Dalidy. Motyw „We Have All the Time in the World” Louisa Armstronga, który pierwotnie pojawił się w filmie W tajnej służbie Jej Królewskiej Mości można usłyszeć w całym filmie trzykrotnie. Utwór jest odtwarzany w całości podczas napisów końcowych.
| No Time to Die: Original Motion Picture Soundtrack – 2021 | No Time to Die: Original Motion Picture Soundtrack – 2021 | No Time to Die: Original Motion Picture Soundtrack – 2021 |
| Nr                                                        | Tytuł utworu                                              | Długość                                                   |
| --------------------------------------------------------- | --------------------------------------------------------- | --------------------------------------------------------- |
| 1.                                                        | „Gun Barrel”                                              | 0:56                                                      |
| 2.                                                        | „Matera”                                                  | 1:59                                                      |
| 3.                                                        | „Message from an Old Friend”                              | 6:35                                                      |
| 4.                                                        | „Square Escape”                                           | 2:06                                                      |
| 5.                                                        | „Someone Was Here”                                        | 2:56                                                      |
| 6.                                                        | „Not What I Expected”                                     | 1:24                                                      |
| 7.                                                        | „What Have You Done?”                                     | 2:14                                                      |
| 8.                                                        | „Shouldn't We Get to Know Each Other First?”              | 1:21                                                      |
| 9.                                                        | „Cuba Chase”                                              | 5:40                                                      |
| 10.                                                       | „Back to MI6”                                             | 1:30                                                      |
| 11.                                                       | „Good to Have You Back”                                   | 1:17                                                      |
| 12.                                                       | „Lovely to See You Again”                                 | 1:25                                                      |
| 13.                                                       | „Home”                                                    | 3:45                                                      |
| 14.                                                       | „Norway Chase”                                            | 5:06                                                      |
| 15.                                                       | „Gearing Up”                                              | 2:53                                                      |
| 16.                                                       | „Poison Garden”                                           | 3:58                                                      |
| 17.                                                       | „The Factory”                                             | 6:42                                                      |
| 18.                                                       | „I'll Be Right Back”                                      | 4:59                                                      |
| 19.                                                       | „Opening the Doors”                                       | 2:44                                                      |
| 20.                                                       | „Final Ascent”                                            | 7:25                                                      |
| 21.                                                       | „No Time to Die”                                          | 4:04                                                      |
|                                                           |                                                           | 1:10:59                                                   |

## Wydanie

### Prawa do dystrybucji
Wraz z premierą Spectre w 2015 roku wygasła umowa Sony Pictures na koprodukcję filmów o Bondzie z Metro-Goldwyn-Mayer i Eon Productions. W kwietniu 2017 Sony Pictures, Warner Bros. Pictures, 20th Century Fox (które później przekształciło się w 20th Century Studios), Universal Pictures i Annapurna Pictures przystąpiły do konkursu w celu zdobycia praw do dystrybucji. MGM zabezpieczyło północnoamerykańskie, cyfrowe i ogólnoświatowe prawa telewizyjne do filmu za pośrednictwem swojego oddziału dystrybucyjnego United Artists Releasing, a międzynarodowym dystrybutorem i światowym posiadaczem praw do fizycznych nośników (DVD i Blu-ray) zostało Universal za pośrednictwem swojej spółki zależnej Universal Pictures Home Entertainment. W styczniu 2020 wraz z Warner Bros. Home Entertainment zawarło umowę joint venture.

### Opóźnienia i wydanie kinowe
Film Nie czas umierać miał światową premierę w Royal Albert Hall w Londynie 28 września 2021 roku, a do kin wszedł 30 września 2021 roku w Wielkiej Brytanii i 8 października 2021 roku w USA w wersjach 2D, RealD 3D, 4DX, ScreenX, Dolby Cinema i IMAX. 30 września premiera odbyła się także w m.in. Brazylii, Irlandii, Rosji, Portugalii, Belgii, Austrii i we Włoszech. 1 października film zadebiutował w Bułgarii, Japonii, Norwegii, Hiszpanii, Turcji i Polsce. 6 października wszedł do kin we Francji i Korei Południowej, a dzień później w Argentynie, Kolumbii, Meksyku, Słowacji. W Chinach i Australii film został wydany później, odpowiednio 29 października i 11 listopada.
Premiera filmu pierwotnie planowana była na listopad 2019 roku, ale po odejściu Boyle’a została przesunięta na luty 2020 roku, a następnie na kwiecień 2020 roku. Premiera w Chinach zaplanowana na kwiecień 2020 roku została odwołana z powodu wybuchu epidemii COVID-19 w tym kraju. W marcu 2020 roku globalne rozprzestrzenianie się wirusa i ogłoszenie pandemii przez Światową Organizację Zdrowia spowodowało wystosowanie listu otwartego do producentów przez dwie strony internetowe zrzeszające fanów Bonda. Domagano się opóźnienia premiery, aby zminimalizować ryzyko rozprzestrzenienia się choroby i zapewnić filmowi sukces komercyjny.
4 marca 2020 roku MGM i Eon Productions ogłosiły, że po analizie i ocenie rynku kinowego przesunęły premierę filmu na 12 listopada 2020 roku w Wielkiej Brytanii i 25 listopada 2020 roku w Stanach Zjednoczonych. Nie czas umierać był pierwszym dużym filmem dotkniętym pandemią.
Variety podało, że do marca 2019 studio wydało 66 milionów dolarów na promocję filmu, natomiast The Hollywood Reporter napisał, że opóźnienie premiery kosztowało MGM 30-50 milionów dolarów zmarnowanych kosztów marketingowych szacując, że straty w globalnym box office mogłyby przekroczyć 300 milionów dolarów, gdyby premiera filmu odbyła się w kwietniu 2020 roku. W październiku 2020 roku Nie czas umierać został ponownie opóźniony na 2 kwietnia 2021 roku.
W styczniu 2021 roku film został przesunięty na 8 października 2021 roku. W lutym 2021 roku ogłoszono, że w Wielkiej Brytanii film zadebiutuje wcześniej – 30 września 2021 roku. W sierpniu 2021 roku ogłoszono, że światowa premiera odbędzie się w Royal Albert Hall w Londynie 28 września 2021 roku; tego samego dnia, film został pokazany na Festiwalu Filmowym w Zurychu. Premierę australijską przesunięto z 30 września na 11 listopada 2021 roku, ze względu na obostrzenia pandemiczne w tym kraju.

### Nośniki cyfrowe
Film Nie czas umierać został wydany na DVD, Blu-ray i 4k Ultra HD Blu-ray przez Universal Pictures Home Entertainment (za pośrednictwem Warner Bros. Home Entertainment) 20 grudnia 2021 w Wielkiej Brytanii, a dzień później w Stanach Zjednoczonych. 9 listopada 2021 w Stanach Zjednoczonych produkcja była dostępna do pobrania w wersji cyfrowej.
Nie czas umierać było najwyżej notowanym filmem w serwisach Vudu i Google Play przez dwa tygodnie, a w iTunes przez pięć tygodni. W Wielkiej Brytanii był najlepiej sprzedającym się tytułem cyfrowym 2021 roku (łącznie ponad 430 000 egzemplarzy).
Według The Numbers, w pierwszym tygodniu po wydaniu sprzedano łącznie 380 902 sztuk Blu-ray i DVD uzyskując przychód w wysokości 9,7 miliona dolarów. Przez trzy tygodnie był najlepiej sprzedającym się tytułem zarówno DVD, jak i Blu-ray. Według NPD Group w roku 2021 był to ósmy co do wielkości najlepiej sprzedający się tytuł, a w samym grudniu 2021 roku – drugi.
W Wielkiej Brytanii przez trzy tygodnie film znajdował się na szczycie Official Film Chart. Był to najlepiej sprzedający się tytuł na płytach w tym kraju w 2021 roku – sprzedano 1,15 miliona sztuk, w tym 717 500 sztuk DVD i Blu-ray w ciągu dwóch tygodni. Był to również najlepiej sprzedający się tytuł w wersji Blu-ray w 2021 roku – 237 000 sprzedanych egzemplarzy, a także najlepiej sprzedający się tytuł wszech czasów na 4K Blu-ray w pierwszym tygodniu od premiery. W ostatnim tygodniu 2021 roku, łączna liczba sprzedanych egzemplarzy wyniosła 780 000 sztuk na platformach cyfrowych i w sprzedaży detalicznej.

## Odbiór

### Box office
Produkcja zarobiła 161 milionów dolarów w Stanach Zjednoczonych i Kanadzie oraz ponad 600 milionów dolarów w pozostałych krajach, łącznie około 770 milionów dolarów. Był to czwarty najlepiej zarabiający film 2021 roku. Ze względu na łączne koszty produkcji i promocji, wynoszące co najmniej 350 milionów dolarów, szacowano, że aby osiągnąć próg rentowności, film musiałby zarobić na całym świecie co najmniej 800 milionów dolarów.
W weekend otwarcia film osiągnął wynik 119,1 miliona dolarów w 54 krajach, w tym w Wielkiej Brytanii, Brazylii, Niemczech, Włoszech, Japonii, Meksyku i Hiszpanii, przekraczając tym samym prognozowane 90 milionów dolarów. Był to pierwszy film od czasu pandemii COVID-19, który przekroczył 100 milionów dolarów w weekend otwarcia bez rynku chińskiego. W Wielkiej Brytanii w weekend otwarcia film osiągnął największy przychód ze wszystkich filmów o Bondzie.
W Stanach Zjednoczonych i Kanadzie przewidywano, że Nie czas umierać zarobi w weekend otwarcia 65-85 milionów dolarów. W pierwszym dniu wyświetlania film zarobił 23,3 miliona dolarów. W weekend otwarcia zarobił 55,2 miliona dolarów, zajmując pierwsze miejsce w box office i stając się czwartym co do wielkości weekendem otwarcia całej serii. W drugi weekend zyski spadły o 56% (do 24,3 miliona dolarów). Film Nie czas umierać został ponownie wyświetlony w kinach IMAX w przedostatni weekend stycznia 2022 roku, w ramach obchodów 60. rocznicy serii filmów o Bondzie.
Film stał się najlepiej zarabiającą produkcją 2021 roku w Europie, na Bliskim Wschodzie i w Afryce prześcigając Szybkich i wściekłych 9. W Chinach w weekend otwarcia film zarobił 28,2 miliona dolarów, wyprzedzając film The Battle at Lake Changjin, który zajmował pierwsze miejsce w krajowym box office⁣, mimo że 13% kin było zamkniętych z powodu obostrzeń sanitarnych. W drugi weekend produkcja była w tym kraju nadal najlepiej zarabiającym filmem, mimo spadku o 59% i z zyskiem w wysokości 11,4 miliona dolarów. W Australii film zarobił w weekend 8,2 miliona dolarów, co było największym otwarciem w tym kraju dla jakiegokolwiek filmu od grudnia 2019. W Polsce podczas otwarcia film zarobił ponad 2,3 miliona dolarów, a łączny przychód wyniósł prawie 8,2 miliona dolarów.
W drugiej połowie listopada Nie czas umierać wyprzedził Szybkich i wściekłych 9 stając się najlepiej zarabiającym filmem spoza Chin w 2021 roku, a globalny przychód wyniósł 734 miliony dolarów. Pod koniec tego samego miesiąca film wyprzedził Spectre, stając się trzecim najlepiej zarabiającym filmem w Wielkiej Brytanii oraz drugim najlepiej zarabiającym filmem o Bondzie na tym rynku z wynikiem 129,9 miliona dolarów.

### Reakcje krytyków

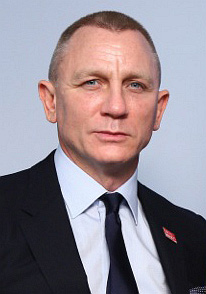
Daniel Craig został doceniony za swój ostatni występ jako James Bond

Film spotkał się z pozytywnymi recenzjami krytyków. W serwisie Rotten Tomatoes 83% z 411 recenzji uznano za pozytywne, a średnia ocen wystawionych na ich podstawie wyniosła 7,3/10. Na agregatorze Metacritic średnia ważona ocen z 66 recenzji wyniosła 68 na 100 punktów. Według serwisu CinemaScore, zajmującego się mierzeniem atrakcyjności filmów w Stanach Zjednoczonych, publiczność przyznała mu ocenę „A-” w skali od A+ do F. W badaniu przeprowadzonym przez konkurencyjny PostTrak 83% widowni przyznała pozytywną ocenę, a 63% publiczności „zdecydowanie poleca” film.
Peter Bradshaw z „The Guardian” wystawił najwyższą, pięciogwiazdkową ocenę i nazwał film „epickim szturmem”, zrealizowanym „z niesamowitym zapałem” i zawierającym „patos, akcję, dramat, komedię obozową, złamane serce, makabryczny horror i skandalicznie głupią, staroświecką akcję”. Robbie Collin z „The Daily Telegraph” także ocenił film na pełne pięć gwiazdek i opisał go jako „ekstrawagancko satysfakcjonujący”, „często bardzo zabawny” z gadżetami „zarówno nieprawdopodobnymi, jak i oburzającymi” oraz że został nakręcony „cudownie”, począwszy od „sensacyjnie porywającego i złowieszczego prologu”, a kończąc na „poruszającym zakończeniu”. Kevin Maher z „The Times” w swojej pięciogwiazdkowej recenzji powiedział: „Jest to film lepiej niż dobry. Jest wspaniały”; uznał go później za jeden z najlepszych filmów 2021 roku. Owen Gleiberman z „Variety” chwalił zdjęcia oraz montaż i uznał film za najlepszy z serii od czasów Casino Royale oraz powiedział: „Nie czas umierać to wspaniały film: aktualny, trzymający w napięciu thriller o Jamesie Bondzie z satysfakcjonującą neoklasyczną nutą. Kończy sagę o 007 z Craigiem w najbardziej ekstrawaganckim stylu”. John Nugent z magazynu „Empire” skrytykował długość filmu, twierdząc, że fabuła i ekspozycja w środkowej części „nie usprawiedliwia tak długiego czasu trwania”. Mimo to uznał, że film jest „odpowiednim zakończeniem ery Craiga”. Clarisse Loughrey z „The Independent” uznała film za nudny i rozczarowujący; według niej biologiczna broń została opisana jako „generyczny szpiegowski nonsens”, a Rami Malek „nie wniósł do roli prawie nic poza akcentem i stereotypowym makijażem oszpecającym”. David Rooney z „The Hollywood Reporter” chwalił reżyserię oraz muzykę, ale krytykował fabułę, mówiąc: „Droga do doniosłego odejścia Craiga tonie w fabule – jest ona tak zagmatwana i rozwlekła, że można stracić przytomność na skutek wielu czarnych charakterów”. Uznał jednak film za godne pożegnanie Craiga. Michael O’Sullivan z „The Washington Post” przyznał filmowi 3 na 4 gwiazdki, pisząc, że był „trochę za długi i trochę zbyt skomplikowany”, ale dodał, że było to również „odpowiednie i satysfakcjonujące pożegnanie aktora”.
Michał Walkiewicz z portalu Filmweb wystawił ocenę 7 na 10 i stwierdził, że „Nie czas umierać to jeden z tych filmów, których scenarzyści lubią się upewnić (czasem kilkanaście razy w obrębie jednej sekwencji), czy zrozumieliśmy metaforę. A że monstrualny, prawie trzygodzinny metraż do metafor prowokuje, całość nabiera niemal operowego charakteru”. Marcin Andrys z portalu paradoks.net ocenił film na 5 na 10 i skrytykował czas trwania filmu oraz napisał: „Dwudziestym piątym filmem z bondowskiego cyklu Craig żegna się z kreacją 007 niezbyt udanym obrazem. Rzadko zdarza się, aby w tym cyklu, a przy okazji w tak długim filmie, nie było jednej sceny akcji zapadającej mocno w pamięć. Miało być pożegnanie z pompą, a pozostał nie tyle niedosyt, ile rozczarowanie”. Konrad Kozłowski z antyweb.pl chwalił występ Craiga, a także napisał: „Fabularnie Nie czas umierać to piękne domknięcie opowiadanej przez ostatnie kilkanaście lat historii, mimo że to ostatnie rozdanie o mało go nie zabiło”. Bartłomiej Rusek z portalu filmawka.pl ocenił film na 7,5 na 10, skrytykował zbyt dużą ilość wstawek humorystycznych i stwierdził: „Nie czas umierać to zdecydowanie jeden z najlepszych Bondów ostatnich lat”, uznając film za godne pożegnanie Craiga z rolą. Łukasz Szczygło z benchmark.pl wystawił ocenę 4,5 na 5 i chwalił sceny akcji oraz pościgi, ukazanie ludzkiego oblicza Bonda oraz występ Craiga, ale skrytykował czas trwania filmu oraz „rozwleczenie niektórych wątków”, a także „niezbyt logicznie przedstawioną motywację głównego przeciwnika agenta 007".

## Nagrody i nominacje
| Nagroda                               | Kategoria                                                | Nominowani | Wynik     | Źródło          |
| ------------------------------------- | -------------------------------------------------------- | --- | --------- | --------------- |
| Nagroda Grammy                        | Najlepsza piosenka napisana dla mediów wizualnych        | „No Time to Die” – Billie Eilish i Finneas O’Connell                                                                                            | Wygrana   | [ 199 ]         |
| Hollywood Music in Media Awards       | Najlepsza ścieżka dźwiękowa                              | Hans Zimmer | Nominacja | [ 200 ] [ 201 ] |
| Hollywood Music in Media Awards       | Najlepsza piosenka                                       | „No Time to Die” – Billie Eilish i Finneas O’Connell                                                                                            | Wygrana   | [ 200 ] [ 201 ] |
| Amerykańska Gildia Scenografów        | Najlepsza scenografia w filmie współczesnym              | Mark Tildesley | Wygrana   | [ 202 ]         |
| People’s Choice Award                 | Ulubiony film                                            | Nie czas umierać | Nominacja | [ 203 ]         |
| People’s Choice Award                 | Ulubiony film akcji                                      | Nie czas umierać | Nominacja | [ 203 ]         |
| People’s Choice Award                 | Ulubiony aktor filmowy                                   | Daniel Craig | Nominacja | [ 203 ]         |
| People’s Choice Award                 | Ulubiona gwiazda kina akcji                              | Daniel Craig | Nominacja | [ 203 ]         |
| Złoty Glob                            | Najlepsza piosenka oryginalna                            | „No Time to Die” – Billie Eilish i Finneas O’Connell                                                                                            | Wygrana   | [ 204 ]         |
| Seattle Film Critics Society          | Najlepsza choreografia scen akcji                        | Nie czas umierać | Nominacja | [ 205 ]         |
| Houston Film Critics Society          | Najlepsza koordynacja kaskaderska                        | Matthew Sampson, Olivier Schneider, Leah Breckman, Jamie Edgell, Yves Girard, Boris Martinez, Gabriele Ragusa, Franco Maria Salamon, Patrick Vo | Wygrana   | [ 206 ] [ 207 ] |
| Houston Film Critics Society          | Najlepsza piosenka oryginalna                            | „No Time to Die” – Billie Eilish i Finneas O’Connell                                                                                            | Nominacja | [ 206 ] [ 207 ] |
| Nagrody Gildii Aktorów Ekranowych     | Najlepszy występ zespołu kaskaderskiego w filmie kinowym | Nie czas umierać | Wygrana   | [ 208 ]         |
| Hollywood Critics Association Awards  | Najlepszy film akcji                                     | Nie czas umierać | Nominacja | [ 209 ]         |
| Hollywood Critics Association Awards  | Najlepsza piosenka oryginalna                            | „No Time to Die” – Billie Eilish i Finneas O’Connell                                                                                            | Nominacja | [ 209 ]         |
| Hollywood Critics Association Awards  | Najlepsze wyczyny kaskaderskie                           | No Time to Die | Nominacja | [ 209 ]         |
| Visual Effects Society                | Najlepsze efekty specjalne                               | Charlie Noble, Mara Bryan, Joel Green, Jonathan Fawkner, Chris Corbould                                                                         | Nominacja | [ 210 ]         |
| Nagroda Brytyjskiej Akademii Filmowej | Najlepszy film brytyjski                                 | Cary Joji Fukunaga, Barbara Broccoli, Michael G. Wilson, Neal Purvis, Robert Wade, Phoebe Waller-Bridge                                         | Nominacja | [ 211 ]         |
| Nagroda Brytyjskiej Akademii Filmowej | Najlepsze zdjęcia                                        | Linus Sandgren | Nominacja | [ 211 ]         |
| Nagroda Brytyjskiej Akademii Filmowej | Najlepszy montaż                                         | Tom Cross i Elliot Graham | Wygrana   | [ 211 ]         |
| Nagroda Brytyjskiej Akademii Filmowej | Najlepszy dźwięk                                         | James Harrison, Simon Hayes, Paul Massey, Oliver Tarney, Mark Taylor                                                                            | Nominacja | [ 211 ]         |
| Nagroda Brytyjskiej Akademii Filmowej | Najlepsze efekty specjalne                               | Mark Bakowski, Chris Corbould, Joel Green, Charlie Noble                                                                                        | Nominacja | [ 211 ]         |
| Critics’ Choice Movie Awards          | Najlepsza piosenka                                       | „No Time to Die” – Billie Eilish i Finneas O’Connell                                                                                            | Wygrana   | [ 212 ]         |
| Critics’ Choice Movie Awards          | Najlepsze efekty specjalne                               | Nie czas umierać | Nominacja | [ 212 ]         |
| Actors and Actresses Union Awards     | Najlepsza aktorka w filmie międzynarodowym               | Ana de Armas | Wygrana   | [ 213 ]         |
| Nagroda Akademii Filmowej             | Najlepsza piosenka oryginalna                            | „No Time to Die” – Billie Eilish i Finneas O’Connell                                                                                            | Wygrana   | [ 214 ] [ 117 ] |
| Nagroda Akademii Filmowej             | Najlepszy dźwięk                                         | James Harrison, Simon Hayes, Paul Massey, Oliver Tarney, Mark Taylor                                                                            | Nominacja | [ 214 ] [ 117 ] |
| Nagroda Akademii Filmowej             | Najlepsze efekty specjalne                               | Mark Bakowski, Chris Corbould, Jonathan Fawkner, Joel Green, Charlie Noble                                                                      | Nominacja | [ 214 ] [ 117 ] |
| Nagroda Satelita                      | Najlepsza piosenka oryginalna                            | „No Time to Die” – Billie Eilish i Finneas O’Connell                                                                                            | Nominacja | [ 215 ] [ 216 ] |